# Површина језера
Површина језера (F) одређује се на плановима и картама према датој размери. За прецизно мерење користи се планиметар. Њима се мере квадратни сантиметри на карти и рачунски претварају у квадратне метре, или километре у природи. Ако је мерена површина језера које се налази на карти 1:100000, планиметром добијени број cm2 представља одговарајући број km2 у природи. Ако је мерена карта 1:50000, планиметром утврђени број cm2 дели се са 4 и добија број km2 у природи. На исти начин одређује се површина слива језера, или површина слива појединих његових притока.
Код језера са острвима разликују се две површине:
- F — површина језера заједно са острвима
- Fa — површина језера без острва (површина акваторије).

Површина акваторије израчунава се када се од укупне површине језера одузме површина острва. Код језера са острвима могуће је одредити и коефицијент острвности. Он се израчунава на тај начин што се укупна површина свих острва (Fo) подели површином језера (F) по обрасцу:
Ko = Fo / F.
Ако количник помножимо са 100, добијамо процентуални удео острва у укупној површини језера.
Поред површине језера на картама језера са изобатама могуће је мерити и површине између и испод појединих изобата. То је неопходно за конструисање хипсографске криве — графичког приказа односа површине језера према његовој дубини. Хипсографска крива омогућава брзо читање површине језера при било којем нивоу воде.
За колебање нивоа језерске воде и неке друге особине од значаја је однос површине слива (Fs) према површини језера (F). Ове величине добијају се планиметрисањем карата и могу се упоређивати на разне начине.